# 잘레

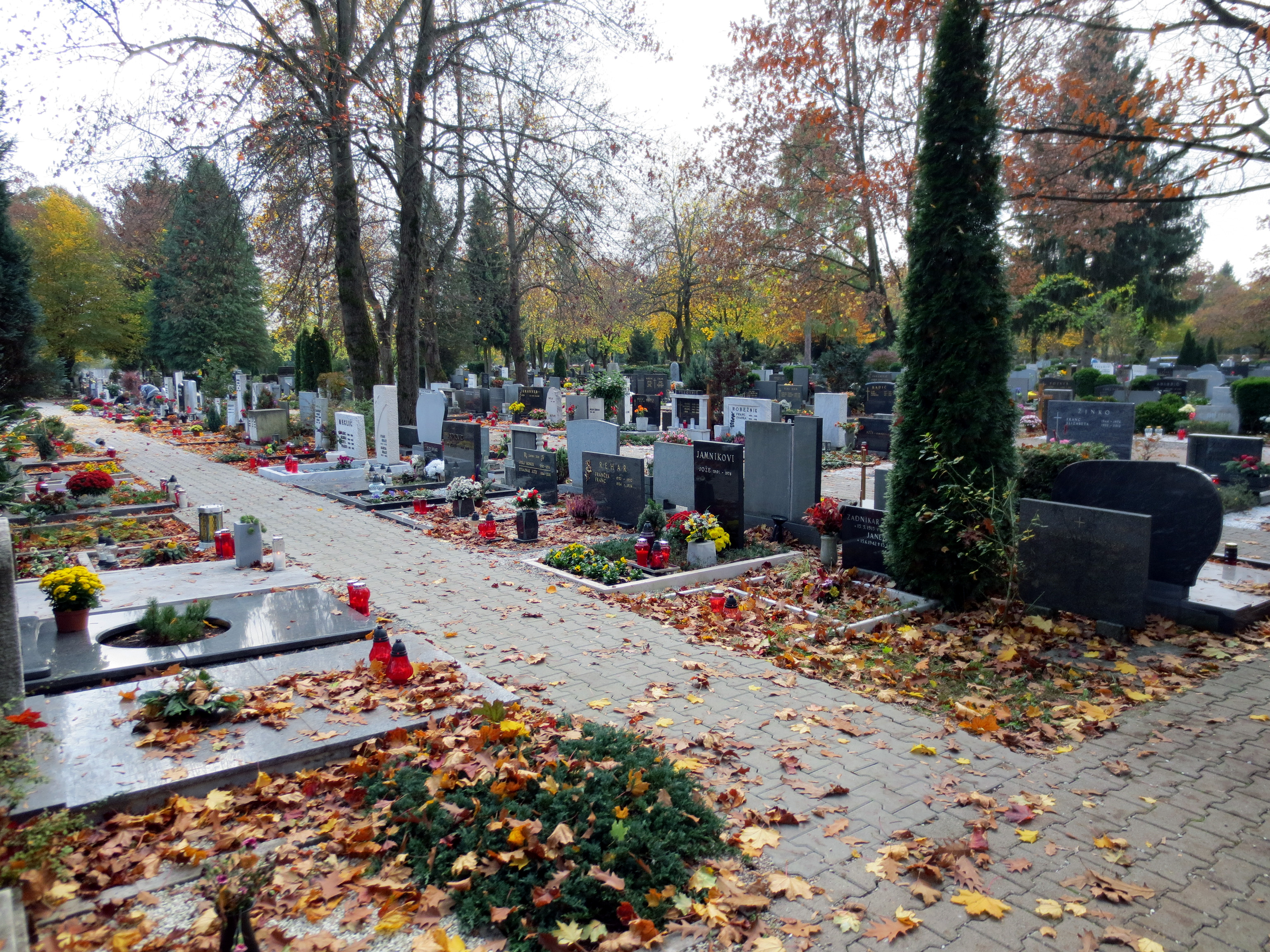
잘레

잘레 중앙묘지(슬로베니아어: Centralno pokopališče Žale), 간단히 잘레(슬로베니아어: Žale)는 슬로베니아 류블랴나에 있는 가장 큰 묘지다. 2021년 8월부터 잘레는 류블랴나에 있는 요제 플레치니크의 건축 작품 – 인간 중심의 도시 설계의 일부로 유네스코 세계유산 목록에 등재되었다.